# Notre-Dame-de-la-Paix (Saint-Gilles-les-Bains)

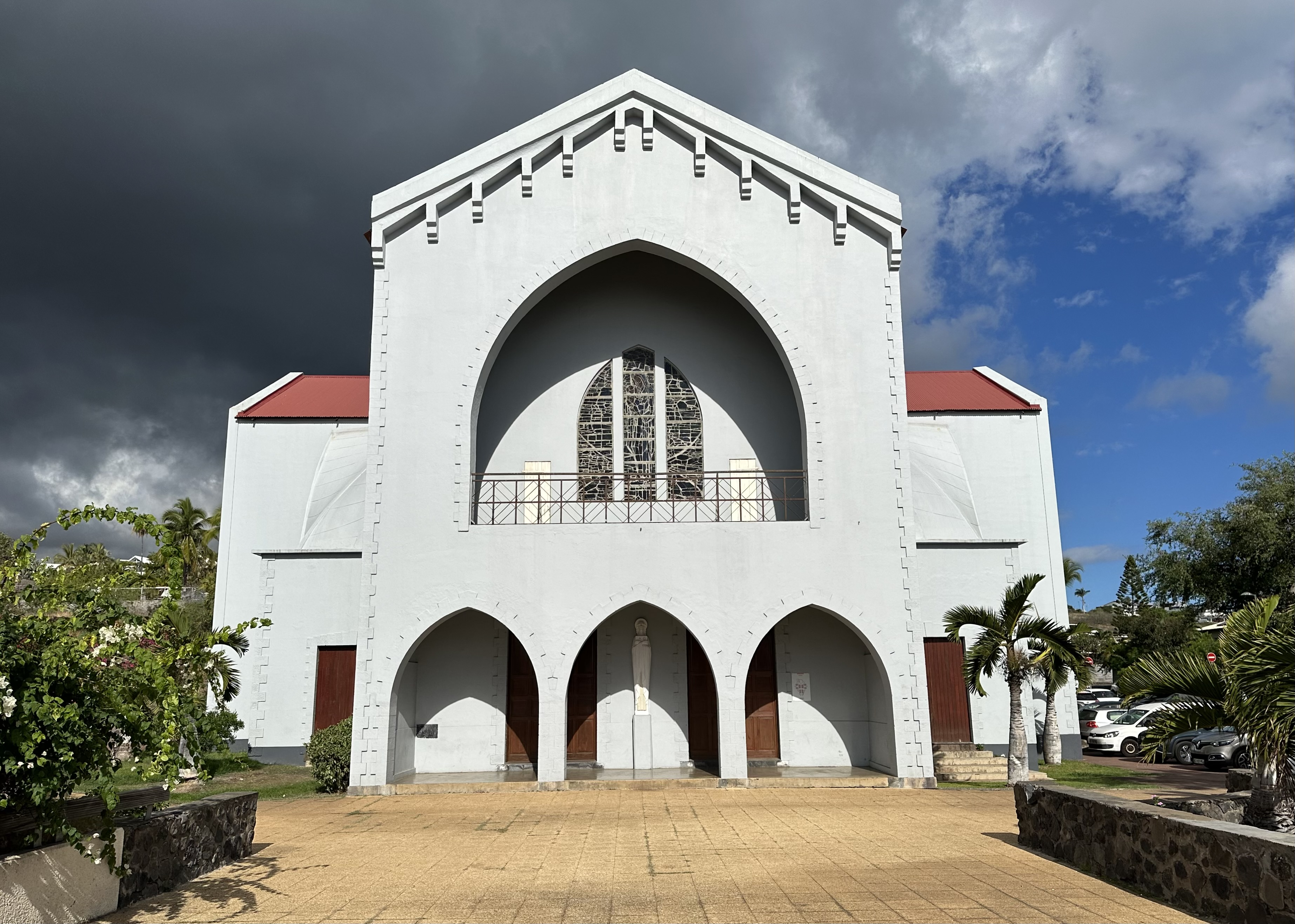
Kirche Notre-Dame-de-la-Paix, 2024

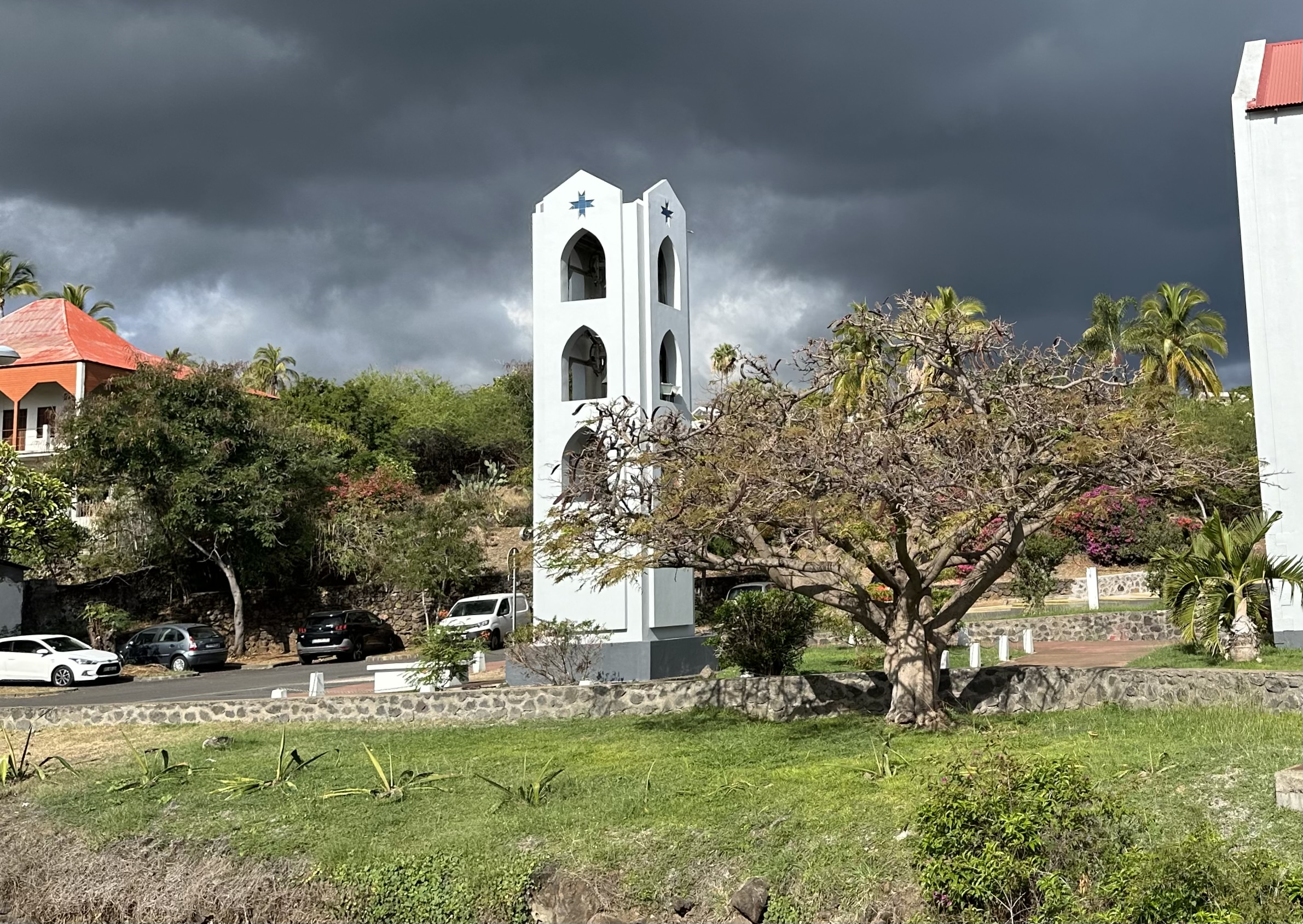
Glockenturm

Notre-Dame-de-la-Paix („Unsere Liebe Frau des Friedens“) ist eine römisch-katholische Kirche in der Gemeinde Saint-Paul auf der im Indischen Ozean gelegenen französischen Insel Réunion im Bistum Saint-Denis-de-La Réunion.

## Lage
Die Kirche befindet sich an der Adresse 3 Rue des Arums in Saint-Gilles-les-Bains über dem linken Ufer der Ravine Saint-Gilles, nahe ihrer Mündung in den Ozean. Nördlich der Kirche liegt der Hafen von Saint-Gilles-les-Bains. Nur wenige Meter nordöstlich liegt die ältere Kirche Stella Maris.

## Architektur und Geschichte
Im Jahr 1940 forderte Bischof de Langavant den Bau einer neuen Kirche, die die Funktion der benachbarten alten Kirche Stella Maris übernehmen sollte. Es entstand der monumental wirkende Kirchenneubau. Der Grundriss entspricht einem lateinischen Kreuz. Der Eingangsbereich besteht aus einer Arkade mit drei Bögen, von der zwei Portale in das Kircheninnere führen. Oberhalb der drei Bögen befindet sich ein einzelner großer Bogen mit einem dreibahnigen Spitzbogenfenster. Die Dächer sind mit Blech eingedeckt. 1997 wurde der Kirche noch eine Laterne aufgesetzt.
Die Inneneinrichtung der Kirche und der mit einem großen Kreuz versehene Altar sind schlicht gestaltet.
Östlich der Kirche befindet sich ein Glockenturm mit Öffnungen im Stil der Neogotik.
Zur Pfarrei gehört auch die Kapelle Notre Dame de l’Ermitage in L’Ermitage-les-Bains.